# Leya Kırşan
Leya Kırşan (Istanbul, 23 maggio 2008) è un'attrice turca.

## Biografia
Nata nel 2008 a Istanbul (Turchia), Leya Kırşan ha iniziato a recitare nel 2014 e nel 2015 interpretando il personaggio di Ecem nella serie Hayat Yolunda. Nel 2015 ha ricoperto il ruolo di Maral Erdem da piccola nella serie Maral: En Güzel Hikayem. Nel 2015 e nel 2016 ha vestito i panni di Elif nella serie Eve Dönüş. Nel 2017 ha fatto parte del cast della serie Adı Efsane, nel ruolo di Zeynep Aksoy.
Nel 2017 e nel 2018 ha ottenuto il ruolo di Şadiye Sultan nella serie d'epoca Payitaht Abdülhamid. Dal 2018 al 2020 è stata scritturata per interpretare il ruolo principale di Elif nella serie Tozkoparan, seguita dai sequel Tozkoparan İskender (2021-2022) e Tozkoparan İskender: Gölge (2023). Nel 2023 si è unita al cast della serie d'epoca Kuruluş Osman, nel ruolo di Fatma Hatun.

## Filmografia

### Cinema
- Bir Türk Masalı, regia di Toprak Sergen (2022)

### Televisione
- Hayat Yolunda – serie TV, 13 episodi (Kanal D, 2014-2015)
- Maral: En Güzel Hikayem – serie TV, 2 episodi (TV8, 2015)
- Eve Dönüş – serie TV, 22 episodi (ATV, 2015-2016)
- Adı Efsane – serie TV, 20 episodi (Kanal D, 2017)
- Payitaht Abdülhamid – serie TV, 19 episodi (TRT 1, 2017-2018)
- Tozkoparan – serie TV, 40 episodi (TRT 1, 2018-2020)
- Tozkoparan İskender - Zafer, regia di Kudret Sabancı – film TV (2021)
- Tozkoparan İskender - 1071, regia di Kudret Sabancı – film TV (2021)
- Tozkoparan İskender – serie TV, 46 episodi (TRT 1, 2021-2022)
- Tozkoparan İskender: Gölge – serie TV (tabii, 2023)
- Kuruluş Osman – serie TV (ATV, dal 2023)

## Riconoscimenti
- Pantene Golden Butterfly Awards
  - 2022: Candidata come Miglior attrice bambina per la serie Tozkoparan İskender[16]